# 井本京吾
井本 京吾（いもと　きょうご、1987年12月19日 - ）は、熊本県八代市出身の元マウンテンバイククロスカントリー選手。

## 所属チーム
- 2012 - 2013年、MIYATA-MERIDA BIKING TEAM[1]
チーム発足の初期メンバーで、斉藤亮と共に2012年、2013年と2年連続チーム日本一に輝いた。

## 戦歴
2012年
- JCF　ナショナルポイントランキング 16位
- ジャパンシリーズ　ニセコ　8位
- ジャパンシリーズ　富士見　6位
- 全日本選手権　14位
- JCF　チームナショナルランキング　1位

2013年
- JCF　ナショナルポイントランキング　15位
- JCF　チームナショナルランキング　1位[2]